# Pere Albajar i Viñas
Pere Albajar i Viñas (Campinas, Sao Paulo, Brasil, 1965) és un metge català i brasiler, arrelat familiarment a Caldes de Montbui. És investigador especialista en medicina tropical, tècnic del Departament de Malalties Tropicals Desateses de l'Organització Mundial de la Salut (OMS) a Ginebra i responsable de control de la malaltia de Chagas de l'OMS.

## Biografia
Pere Albajar té la doble nacionalitat, brasilera i espanyola. Va néixer al Brasil arran del fet que els seus pares, de Caldes de Montbui, van traslladar-s'hi per l'obertura d'una fàbrica d'una important empresa catalana. Va viure els primers anys de la seva infantesa al Brasil, però la major part de la formació i la joventut la va passar a Catalunya. Fou escolà de l'Escolania de Montserrat entre el 1975 i 1979 (com ho foren també tres altres germans seus), i és germà de l'abadessa de la comunitat de Sant Benet de Montserrat, Maria del Mar Albajar i Viñas. És membre de Caldes Solidària i vicepresident de l'ONG NeAc (Nucli d'estudis per a l'Amazònia de Catalunya) que col·labora en diversos projectes de desenvolupament al Brasil. El 2010 va rebre el premi de Cooperació Internacional per al Desenvolupament Humà del Consell Comarcal del Vallès Oriental.

## Formació
Va estudiar medicina a la Universitat de Barcelona, on va finalitzar la llicenciatura el 1990. Immediatament va iniciar formació específica per treballar amb comunitats de l'àrea tropical. Va realitzar cursos de formació sobre cooperació per al desenvolupament organitzat per la Fundació CIDOB i el Ministeri d'Afers exteriors (1990), i sobre cultura indígena (“Antropologia, Etnologia, Història, Legislació, i la religió de les cultures indígenes d'Amèrica”) organitzat per Conselho Indigenista Missionário de Rondônia, a Porto Velho, Rondônia, Brasil (1994). El 1993 va obtenir el Diploma en Medicina tropical per la Universitat de Barcelona i el 1996 el Diploma of Tropical Medicine & Hygiene a The Royal College of Physicians i el Master Science course Infection & Health in the Tropics de la London School of Hygiene and Tropical Medicine de la Universitat de Londres. Es va doctorar en Medicina Tropical el 2003 a la Fundació Oswaldo Cruz. Actualment és professor convidat de la Universitat de Barcelona i de la Universitat Autònoma de Barcelona, investigador visitant de la Fundació Oswaldo Cruz, Assessor tècnic de Metges Sense Fronteres i Consultor de l'Organització Panamericana de Salut.

## Primers anys de treball a l'Amazònia
De 1993 a 1995 va tenir la seva primera experiència de treball a la Regió Sud. Va estar durant 2 anys en un hospital rural, a l'Estat de Rondônia (Brasil), en una comunitat rural, on atenia, tot sol, un servei de prepart i llevadora, realitzava l'atenció maternoinfantil i al mateix temps formava els treballadors de la salut, atenia nens amb lesions cerebrals i realitzava assistència i educació per a la salut per a tota la comunitat. Durant la seva estada a Rondônia, el 1995, va coordinar el seu primer projecte de cooperació en col·laboració amb el Vallès Oriental, el projecte "Filtros de água", amb el qual es van destinar 629.080 ptes. per adquirir 520 filtres de potabilització d'aigua. El treball fou finançat per les parròquies de Santa Eulàlia i Caldes de Montbui i per Caldes Solidària. De 1999 a 2007 va treballar a la Fundació Oswaldo Cruz (FIOCRUZ), fent recerca sobre la malaltia de Chagas. Per portar a terme aquest treball es va desplaçar a treballar a les comunitats del Rio Negro, en plena selva amazònica, prenent com a base la ciutat de Barcelos. A Barcelos, a més a més del seu treball científic, va impulsar diversos projectes de desenvolupament. Algun d'aquests són: "Farmácia Caseira Comunitária Ternura da Naturaza", l'any 2000 (reforma i renovació de la farmàcia comunitària i capacitació d'agents de salut); "Amazonas e Vida - Saúde-Meio Ambiente-Cidadania", l'any 2001 (edició de petits llibres sobre alimentació natural, fitoteràpia i manual de salut per a les dones); projectes ASIBA, de 1999 a 2005, on va jugar un rol fonamental en la creació de l'Associació Indígena de Barcelos (ASIBA), des de formació per als seus dirigents fins a projectes de producció agrícola, amb el suport de les ONG Caldes Solidària i Nucli d'Estudis Amazònics de Catalunya, i amb la col·laboració de la Universitat Politècnica de Catalunya. El principal objectiu d'aquest projecte és la lluita pel rescat de la identitat i ciutadania indígena, i el desenvolupament d'alternatives econòmiques que preservin el medi natural. També de 2001 a 2009, va ser un dels responsables del desenvolupament del Pla de Salut del Parc Nacional de Jaú, amb el suport d'organitzacions no governamentals, on viu una població força aïllada, sense pràcticament serveis.

## Treball actual a l'OMS
Des de 2008 treballa a l'Organització Mundial de la Salut, amb seu a Ginebra, com a coordinador de les activitats a desenvolupar per fer front a la malaltia de Chagas, impulsant un programa a nivell mundial. El seu treball de doctorat l'ha portat a ser un dels científics mundials més reconeguts sobre la malaltia de Chagas, una malaltia que forma part de les anomenades Malalties tropicals desateses, malalties que causen estralls entre la població més empobrida del planeta contra les quals hi ha hagut poca o nul·la recerca.